# Äijäjärvi (Jukkasjärvi socken, Lappland, 751507-173415)
Äijäjärvi är en sjö i Kiruna kommun i Lappland och ingår i Torneälvens huvudavrinningsområde. Sjön har en area på 0,721 kvadratkilometer och ligger 321,9 meter över havet.

## Delavrinningsområde
Äijäjärvi ingår i det delavrinningsområde (751495-173530) som SMHI kallar för Utloppet av Äijäjärvi. Medelhöjden är 336 meter över havet och ytan är 5,36 kvadratkilometer. Det finns inga avrinningsområden uppströms utan avrinningsområdet är högsta punkten. Vattendraget som avvattnar avrinningsområdet har biflödesordning 3, vilket innebär att vattnet flödar genom totalt 3 vattendrag innan det når havet efter 343 kilometer. Avrinningsområdet består mestadels av skog (77 procent). Avrinningsområdet har 0,72 kvadratkilometer vattenytor vilket ger det en sjöprocent på 13,5 procent.